# Veliki trg, Trst
Veliki trg, uradno Trg enotnosti Italije (italijansko: piazza dell'Unità d'Italia), je glavni in največji trg v Trstu. Čeprav se v zadnjih desetletjih uradno imenuje »piazza dell'Unità d'Italia« (Trg enotnosti Italije), stari Tržačani ter tržaški Slovenci še vedno pogosto uporabljajo njegovi starejši imeni »Piazza Grande« oz. Veliki trg ali »piazza Unità« oz. Trg enotnosti (brez Italije), mladina pa ga je začela nedavno imenovati le Piazza oz. Trg.

## Lega in opis
Trg leži ob obali, na skrajnem koncu Tržaškega zaliva. Upravičeno ga imenujejo Veliki Trg, saj je dejansko zelo obširen, trenutno je šesti največji trg v Italiji, a zgleda še večji zaradi odprte lege, ki ga nekako podaljšuje s pomolom Audace in z odprtim morjem. Nasproti morja trg zaključuje Občinska palača, na straneh pa druge palače, ki spadajo med najlepše v mestu: Modello, Stratti in Vladna palača na desni strani ter Pitteri, Vanoli in Lloyd na levi. Na trgu samem stojita Mazzolenijeva fontana in spomenik Karla IV. Habsburškega. Ob obali poteka ena od glavnih prometnic, ki povezuje obalno cesto iz Italije z avtocesto proti Istri. Ob robu ceste zaključujeta trg dva velika stebra zastavonosilca.

## Kratka zgodovina
Trg je bil v zgodovini večkrat predelan. Prvotni srednjeveški trg je bil precej manjši, saj ga je proti morju zapiralo obzidje in v dobi 1375-1380 celo gradič Amarina, ki so ga bili postavili Benečani za nadziranje mestne pomorske trgovine. Vse do poznega osemnajstega stoletja je stal pristaniški stolp na obali, zapor in mestna konjarna na eni strani in takrat največji mestni hotel na drugi strani trga. Tudi staro gledališče je  bilo tukaj. Iz tega stoletja sta ostala monumentalna fontana in spomenik Karla VI. pred palačo Pitteri.
V začetku dvajsetega stoletja se je začel trg razvijati in je postopoma dobil današnjo obliko. Najprej je bilo porušeno vse, kar je še stalo ob morju, nabrežje je bilo utrjeno in je obsegalo manjši park, leta 1920 pa sta bila oba dela združena. Tako je nastal velik trg (16.000 m²), ki je bil poslej prizorišče vseh pomembnih dogodkov mesta. Ob prehodu v enaindvajseto stoletje je bil trg obnovljen in na novo tlakovan.

## Drogova za zastave
Leta 1930 je kipar in arhitekt Attilio Selva ločil prometno cesto od trga s postavitvijo dveh mogočnih drogov, na katera se izobešata zastavi ob praznikih in slovesnostih. Drogova sta posvečena spominu na vojaške voznike, umrle v prvi svetovni vojni. Njih podobe izstopajo v bronastih podstavkih obeh stebrov.

## Spomenik Karla VI.
Ko je leta 1728 kurir najavil obisk cesarja Karla VI. v Trstu, so se mestni upravitelji zavedli, da še niso postavili spomenika svojemu dobrotniku. V veliki naglici je Giorgio Sailer izdelal leseni kip cesarja, ki v popolni vojaški uniformi, z žezlom v roki in z elegantno lasuljo na glavi kaže na pristanišče, kateremu je bil podelil status proste luke. Medtem so v lipiškem kamnolomu izklesali blok, kot poročajo takratne kronike, ga je 43 parov volov privleklo v mesto. Pozneje je bil kip izklesan iz kamna in je bil dvignjen na podstavek, zelo podoben jonskim kapitlom sosednje palače Pitteri.

## Fontana štirih celin
Imenujemo jo tudi Mazzolenijeva fontana po njenem avtorju (Giovanni Domenico Mazzoleni iz Bergama). Prvotno je bila postavljena leta 1751 v središču trga, kot zaključek mestnega vodovoda, ki ga je dala zgraditi Marija Terezija na podlagi stare rimske kanalizacije za pitno vodo. Sestoji iz piramide iz kraških kamnov, iz katere priteka voda. Na vogalih piramide so alegorično upodobljene štiri takrat poznane celine in zanje značilne živali. Na vrhu piramide sta kipa, ki predstavljata mesto Trst in trgovino. Odkritje tega spomenika je bilo tak praznik za mesto, da naj bi iz spomenika dva dni pritekalo vino namesto vode. 
Ob obisku Mussolinija leta 1938 je bila fontana podrta, ker je bil prostor pred občinsko palačo potreben za ogromen slavnostni oder. Vsak kamen posebej je bil pazljivo oštevilčen in vse skupaj je bilo »začasno« uskladiščeno vse do leta 1968, ko so fontano vrnili na trg, na novo lokacijo pred palačo Pitteri. Leta 2004 so jo spet postavili pred občinsko palačo, kjer je bila prvotno nameščena.